# 普萊恩菲爾德鎮區 (密歇根州肯特縣)
普萊恩菲爾德鎮區（英語：Plainfield Township）是位於美國密歇根州肯特縣的一個特設鎮區。

## 地方資料
普萊恩菲爾德鎮區的面積為95.13平方千米，當中陸地面積為90.75平方千米，而水域面積為4.38平方千米。根據2020年美國人口普查的數據，當地共有人口33535人，而人口密度為每平方千米352.52人。